# Orgasmo
O orgasmo é a conclusão do ciclo de resposta sexual que corresponde ao momento de maior prazer sexual. Pode ser experimentado por ambos os sexos, dura apenas poucos segundos e é sentido durante o ato sexual ou a masturbação. O orgasmo pode ser detectado com a ejaculação na maior parte das espécies de mamíferos masculinos. Por outro lado, na espécie humana, o orgasmo masculino, por exemplo, nem sempre está acompanhado de ejaculação, podendo ocorrer o orgasmo sem ejaculação, como podemos observar nos cânones taoistas na China (In Chang, 1979).
O orgasmo é uma das fases da resposta sexual, como descrita por Masters e Johnson. Caracteriza-se por intenso prazer físico mediado pelo sistema nervoso autônomo, acompanhado por ciclos de rápidas contrações musculares nos músculos pélvicos, que rodeiam os órgãos sexuais e o ânus, sendo frequentemente associados a outras acções involuntárias, como espasmos musculares em outras partes do corpo e uma sensação geral de euforia. Sua ausência é denominada anorgasmia. Além desta definição, temos o orgasmo como um potente estado alterado de consciência e ainda temos o para-orgasmo como sendo "o estado existencial de autorealização e prazer de viver intraduzível em palavras e geralmente vivenciado a partir de curtos momentos, ou momentos de pico".
No sentido estrito, apresenta-se como um pico rápido de excitação seguido ou não de ejaculação e com rápida queda na sensação de prazer. Uma vez que os órgãos sexuais têm a mesma origem embriológica em ambos os sexos, a sensação é equivalente para homens e mulheres, podendo haver um período refratário à estimulação direta após o orgasmo. Nas mulheres, as contrações musculares causam expulsão de líquido através da vagina, caracterizando a ejaculação feminina. É um período de grande relaxamento e queda da pressão arterial, devido à liberação da prolactina. Há também redução temporária das atividades do córtex cerebral. No sentido amplo, o orgasmo, pelo menos na espécie humana, traduz a capacidade de amar, de entrega ao amor e ao prazer, sendo uma atitude de cunho não neurótico que, temporariamente, anula os sintomas básicos da neurose a partir da liberação da energia ou hormônio sexual ou libido (Reich, W. A Função do Orgasmo). 

## Tipos de orgasmo

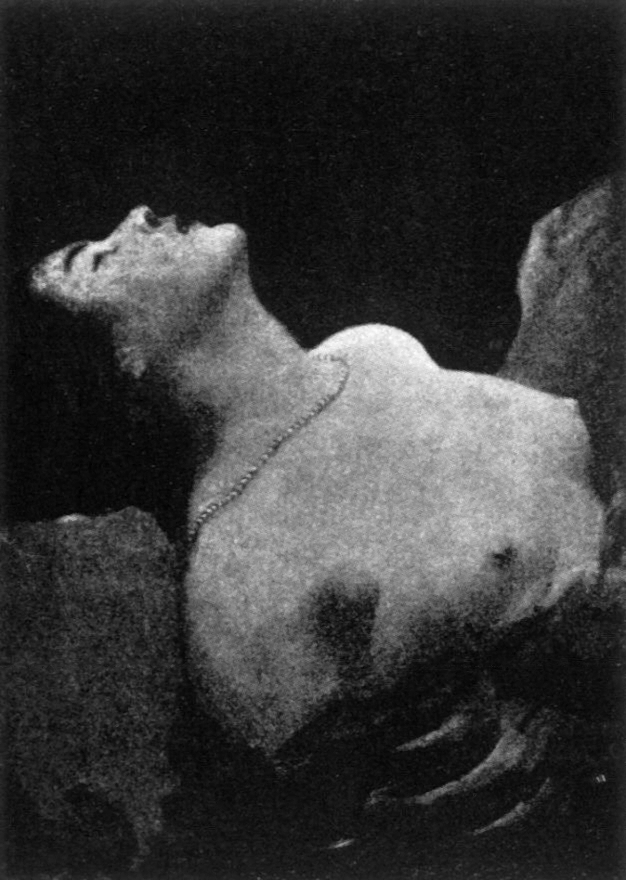
Sinnenrausch (ca. 1890), de Franciszek Żmurko

O orgasmo é atingido após a estimulação direta ou indireta do pênis ou do clitóris. Esta estimulação pode ser causada pela atividade sexual, masturbação, sexo oral, sexo não penetrativo, vibrador, ou por eletroestimulação. Qualquer estimulação sexual do pênis ou clitóris pode eventualmente resultar em um orgasmo, mas este também pode ser atingido pela estimulação de outras zonas erógenas, na ausência de estimulação física, pode-se chegar ao orgasmo através de estimulação psicológica (como na polução noturna).

### Orgasmos múltiplos
Orgasmos múltiplos ocorrem em alguns casos, quando homens e mulheres não têm um período refratário ou é muito curto. Os homens têm, em média, um período refratário mais longo, o que pode dificultar a obtenção de orgasmos múltiplos. Em algumas mulheres, o período parcialmente refratário pode ser expresso como dor na estimulação adicional do clitóris e dos genitais, o que pode dificultar a obtenção de Orgasmos subsequentes.
Ao contrário da crença popular, os homens também são capazes de experimentar orgasmos múltiplos, embora sua prevalência não tenha sido profundamente estudada pela comunidade científica. Orgasmo sem ejaculação, o orgasmo da próstata pode ajudar os homens a alcançar orgasmos múltiplos. Muitos homens que começaram a se masturbar ou tiveram atividade sexual antes da puberdade relatam ter experimentado orgasmos múltiplos sem ejacular. Crianças pequenas do sexo masculino podem ter orgasmos múltiplos devido à falta de um período refratário, que alguns sugerem estar relacionado ao fato da ejaculação e não ao orgasmo.

### Orgasmo espontâneo
O orgasmo pode ser espontâneo, parecendo que ocorrem sem haver prévia estimulação direta. Os primeiros relatos deste tipo de orgasmo provêm de pessoas que tiveram lesões da medula espinal (SCI). Embora a SCI muitas vezes leve à perda de certas sensações e a alterações da auto-percepção, uma pessoa com esta perturbação pode não estar privada de sexualidade, como estimulações sexuais e desejos eróticos.
Também se discute que algumas determinadas drogas antidepressivas podem provocar o orgasmo espontâneo como um efeito colateral.

### Orgasmo vaginal
A "teoria dos dois orgasmos" (a crença de que no sexo feminino há um orgasmo vaginal e um orgasmo clitoriano), foi criticada por feministas, como Ellen Ross e Rayna Rapp como uma "clara percepção masculina do corpo feminino". O conceito de orgasmo de natureza vaginal foi postulada pela primeira vez por Sigmund Freud. Em 1905, Freud argumentou que o orgasmo clitoriano era um fenômeno que ocorria em adolescentes, e após atingir a puberdade a resposta adequada das mulheres maduras mudava para o orgasmo vaginal. Embora Freud não tenha fornecido quaisquer provas para esta suposição básica, as consequências dessa teoria foram muito elaboradas, em parte porque muitas mulheres se sentiram inadequadas quando elas não conseguiam atingir orgasmo através da relação vaginal que envolveu pouca ou nenhuma estimulação ao clítoris.
Em 1966, Masters e Johnson publicaram um trabalho de investigação sobre as fases de estimulação sexual. Seu trabalho incluiu homens e mulheres, e ao contrário de Alfred Kinsey anteriormente (em 1948 e 1953), havia tentado determinar as fases fisiológicas que ocorriam antes e depois do  orgasmo. Masters e Johnson colaboraram com a ideia de que o orgasmo vaginal e clitoriano correspondem ao mesmo processo e argumentaram que a estimulação clitoriana é a principal fonte dos orgasmos.
Anatomicamente o pênis e o clitóris têm prolongamentos internos, dificultando a distinção entre o orgasmo clitoriano e vaginal.
A urologista  australiana Helen O'Connell, utilizando técnicas de ressonância magnética, notou que existe uma relação entre o crus clitoris (crura, pernas ou raízes do clitóris) e o tecido eréctil do bulbo clitoriano. Ela afirma que esta relação de interligação é a explicação fisiológica para o Ponto G e a experiência do orgasmo vaginal, tendo em vista que há a estimulação das partes internas do clitóris durante a penetração da vagina.

### Orgasmo anal
O orgasmo anal é um orgasmo que resulta da estimulação anal, como a de um dedo inserido, o pênis ou um brinquedo erótico. É ocasionado pela estimulação direta das terminações que inervam o esfíncter, em especial o nervo pudendo, entre outros quatro nervos da região pélvica envolvidos no orgasmo, tanto masculino como feminino.

### Orgasmo mamário
Um orgasmo mamário é um orgasmo a partir da estimulação das mamas. Nem todas as mulheres são sensíveis à estimulação dos seios, no entanto, algumas mulheres afirmam que a estimulação da área da mama durante o ato sexual e as preliminares, ou apenas o simples fato de terem seus seios acariciados, pode levar ao orgasmo. De acordo com um estudo que questionou 213 mulheres, 29% delas tiveram a experiência de terem um orgasmo de mama uma vez ou mais vezes, enquanto outro estudo afirmou que apenas 1% de todas as mulheres teve a experiência de terem um orgasmo mamário.
Crê-se que um orgasmo ocorra, em parte, por causa do hormônio oxitocina, que é produzida no organismo durante a excitação e estimulação da mama.
De acordo com alguns estudos, a estimulação dos mamilos ativa áreas do cérebro que se sobrepõem parcialmente às áreas do cérebro que são ativadas pela estimulação genital. Um padrão semelhante foi observado em homens e mulheres, o que, por sua vez, sugere que ambos os sexos são capazes de experimentar o orgasmo através da estimulação dos mamilos.

### Orgasmo seco
É possível atingir o orgasmo sem a ejaculação (orgasmo seco) ou ejacular sem atingir orgasmo. Alguns homens têm relatado ter múltiplos orgasmos consecutivos, particularmente sem ejaculação. Os homens que experimentam orgasmos secos muitas vezes podem ter orgasmos múltiplos, sem um período refratário visível. Alguns homens são capazes de se masturbar por horas, e, em um momento, atingir orgasmo várias vezes.
O orgasmo seco também pode acontecer em pessoas que se submeteram a cirurgias oncológicas, principalmente no cólon ou reto, no qual foi aplicado sessões de radioterapia e quimioterapia, lesando órgãos que contribuem para a produção do sêmen.

### Orgasmo simultâneo
O orgasmo simultâneo (também designado por orgasmo mútuo) é um clímax alcançado pelos parceiros sexuais, ao mesmo tempo, durante o ato sexual.

## Orgasmo Feminino
O orgasmo feminino refere-se ao prazer sexual intenso alcançado pelas mulheres através da relação sexual, masturbação ou outros meios de forma única ou múltipla. É sentido por intensas contrações rítmicas, principalmente na região vaginal, durando cerca de 0,8 s cada, totalizando de 3 a 12 contrações; com a sensação de prazer aumentando em intensidade a cada momento, até que se atinja o clímax, seguido do relaxamento. Cada mulher sente o orgasmo de forma distinta: algumas só conseguem através de estimulação clitoriana, penetração, preliminares longas/curtas e outras nunca conseguiram atingir o pico de prazer máximo na hora do sexo. Estima-se que 70% das mulheres nunca chegaram a sentir um orgasmo com seus parceiros.
A ocorrência do prazer do orgasmo é proporcionada por uma descarga química de neurotransmissores tais como as catecolaminas (noradrenalina e adrenalina), a indoleamina e a serotonina. A dopamina e a serotonina estimulam a produção de endorfinas que estimulam o prazer.
Pode ser sentido no clitóris, na entrada da uretra, no colo do útero, no ânus ou em todos ou alguns destes pontos ao mesmo tempo. 

### Função biológica
A função biológica do orgasmo da mulher, diferente do que ocorre nos homens, não é consensual entre os cientistas. Foram propostas diversas teorias para tentar explicá-lo.
Desmond Morris em seu livro O macaco nu acredita que o fato dos humanos andarem em posição ereta tenha ocasionado problemas, pois o local em que o esperma entra nas mulheres, o óstio do colo do útero, fica localizado numa posição superior. Desta forma, o evento do orgasmo provocaria relaxamento na mulher e esta por sua vez tenderia a ficar deitada, o que facilitaria a fertilização. Todavia, muitas fêmeas de animais de quatro patas também tem orgasmo.
Outra hipótese seria a fragilidade do ser humano ao nascer. Assim, o orgasmo seria para os humanos uma recompensa para aumentar a proximidade do casal para cuidar do recém-nascido. Mas o orgasmo também pode ser problemático e em alguns casos afastar casais que procurariam outros parceiros para satisfazer suas necessidades de prazer.
Cyril A. Fox e sua equipe, em 1970, estudaram a pressão intravaginal e intrauterina quando as mulheres faziam sexo. Descobriu que uma diferença de pressão levaria esperma para dentro do canal cervical, o que ocorria durante orgasmos. Isto, aumentaria as chances de fecundação do óvulo. Esta hipótese chama-se hipótese da sucção.
Alguns cientistas ainda constatam que o orgasmo feminino não teria qualquer função biológica, sendo comparável ao mamilo dos homens (vestígio evolutivo das mamas femininas), onde seria apenas um vestígio evolutivo do orgasmo masculino.
Ainda, existem aqueles que acreditam que seria possível, de forma consciente ou não, a mulher fazer a seleção de genes melhores através do orgasmo, uma vez que Baker e Bellis desvendaram que 1 minuto antes do homem ejacular e 45 minutos depois, na ocorrência de orgasmo feminino, aumenta a retenção de esperma. Caso as mulheres escondam o orgasmo, reduziriam a possibilidade de engravidar, pela demora na ejaculação masculina. Orgasmos fingidos podem fazer o homem ejacular mais rápido e acabar o ato sexual, reduzindo também a possibilidade de gravidez. Orgasmos múltiplos facilitariam a possibilidade de gerar um bebê.

### Fases do ciclo sexual feminino
Segundo os estudos de Masters e Johnson (coordenado pelo casal William Masters e Virginia E. Johnson) o orgasmo feminino foi dividido na década de 1960, em fases: desejo, excitação, orgasmo, orgasmos múltiplos.

#### O Desejo
O desejo sexual é o que faz as mulheres buscarem o sexo, através da estimulação dos instintos, e assim sua vontade aumenta. O tato e o olfato são os principais motivadores para o aumento do desejo nas mulheres.

#### Excitação
Com a excitação, o corpo responde aos estímulos iniciados com o desejo sexual. A vagina produz um muco que facilita a lubrificação. O volume de sangue na região vaginal aumenta e existe miotonia, ou seja, ocorrem a contração involuntária de fibras musculares, o aumento de tamanho dos seios e a ereção e hipersensibilidade dos mamilos. Além disso, a excitação provoca hiperemia da face e aumento de frequência cardíaca e respiratória. O ânus, o reto, a bexiga e a uretra podem ter pequenas contrações. O clítoris aumenta de tamanho.

### Orgasmo
É o momento máximo de prazer, onde toda tensão proveniente da estimulação anterior é atingida. Além de contrações rítmicas involuntárias da plataforma orgástica, o clítoris pode retrair-se, além de mudanças na coloração do genital e descontrole muscular corporal. Num momento seguinte a mulher pode ser estimulada e alcançar outros orgasmos, diferente do homem que precisa esperar alguns minutos. Em média um orgasmo feminino dura de 90 a 104 s. Nesta fase, algumas mulheres podem expelir um líquido, e este evento chama-se ejaculação feminina. Algumas mulheres quando sentem o orgasmo podem soltar gritos e gemidos altos ou baixos bem como ficarem caladas e após ele tendem a experimentar um sentimento de calmaria e relaxamento.

#### Duração
A duração do orgasmo em homens e mulheres, em média, pode durar de 15 a 35 segundos. De acordo com estudos científicos, algumas mulheres são capazes de atingir orgasmos múltiplos, em contraste, nos homens existe o chamado período refratário, um fenômeno que pode dificultar a obtenção de orgasmos múltiplos nos homens. Na juventude, esse período de tempo pode ser de segundos, em homens mais velhos-horas ou dias. Apesar desta afirmação, os homens também são capazes de atingir orgasmos múltiplos, e as mulheres têm alguns componentes do período refratário após o orgasmo.
A prevalência de orgasmos múltiplos em mulheres varia de estudo para estudo. Mas, em média, de acordo com alguns dados científicos, cerca de 8-15% das mulheres experimentam orgasmos múltiplos.

### Clítoris e o orgasmo através da masturbação

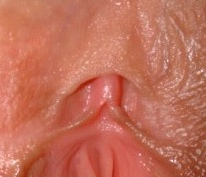
Close de um clítoris humano.

O clítoris é um órgão do aparelho sexual feminino que possui muitas terminações nervosas e elevada sensibilidade. É dividido em haste, base e coroa. A literatura registra aproximadamente 8 mil fibras nervosas na região. A maioria das mulheres alcança o orgasmo com o a estimulação do clítoris, seja pelo sexo oral, masturbação ou com a utilização de dedos ou vibradores. Estruturalmente, o clítoris é diferente em cada mulher, podendo ser mais ou menos visível e proeminente. Com a excitação ele aumenta seu volume e fica mais sensível.

### Disfunções relacionadas ao orgasmo feminino

#### Anorgasmia
A anorgasmia é uma disfunção do orgasmo feminino caracterizada pela falta total do prazer proporcionado pelo orgasmo, popularmente conhecido como "gozo". Neste caso, pode ocorrer a excitação com todas suas características, mas a mulher não atinge o clímax. Este quadro atinge 30% das brasileiras. É classificada em primária (quando a mulher nunca conseguiu chegar a um orgasmo) e secundária (quando esta passa a não ter mais orgasmos durante os seus atos sexuais).

#### Vaginismo
É a contração involuntária dos músculos vaginais provocando dificuldades na penetração. É associada a transtornos psicológicos sofridos pelas mulheres em algum momento de suas vidas.

#### Síndrome de excitação sexual persistente
Nesta síndrome o problema é a falta de controle sobre a excitação e os orgasmos. A mulher passa a ficar excitada mesmo sem estimulação sexual. Alguns casos relatados atingem a marca de 200 orgasmos diários e podem chegar até 800.

### Tabus e vida moderna
A dificuldade de atingir o orgasmo é um fato determinado pela história de repressão feminina. A maioria das sociedades configura o sexo como sendo algo pecaminoso, incluindo aí a masturbação, que na opinião de muitos especialistas faz com que a mulher desconheça seu corpo. Porém, não é comprovado.
Fora isto, temos as variações hormonais, menopausa, a tensão pré-menstrual, stress da vida moderna, fobias tornam dificultoso a execução do ato sexual seguido de orgasmo. Até mesmo o estresse e preocupação demasiada em como determinar e proporcionar a ocorrência de orgasmo feminino pode ser um fator que dificulta que este aconteça e diversos sexólogos, terapeutas e autores recomendam lembrar que orgasmo não se planeja, acontece e que é mais valioso cuidar do prazer do momento que se preocupar em atingir ou não o orgasmo.

## Função evolutiva dos orgasmos
Em 1967, Desmond Morris sugeriu, em seu primeiro livro de ciência popular O Macaco Nu (The Naked Ape) que o orgasmo feminino evoluiu para encorajar a fêmea a manter uma intimidade física com seu parceiro e ajudar a reforçar a ligação do casal. Morris sugeriu que a relativa dificuldade em se alcançar o orgasmo feminino, em comparação com o orgasmo no sexo masculino, poderia ter uma função favorável por direcionar a fêmea a selecionar companheiro que tenham qualidades como paciência, atenção, imaginação, inteligência, em oposição às qualidades tais como tamanho e agressão, que tem relação com a selecção de companheiros em outros primatas. Essas qualidades vantajosas foram-se tornando acentuadas dentro da espécie humana.
Morris também propôs que o orgasmo poderia facilitar a concepção, uma vez que esgotaria a mulher e assim ela se manteria com o corpo na horizontal, impedindo assim que o esperma escorresse para fora do trato genital. Esta possibilidade, algumas vezes chamado de "Hipótese Poleax" ou "Hipótese do nocaute", que atualmente é considerada altamente duvidosa.
Outras teorias são baseadas na ideia de que o orgasmo feminino poderia aumentar a fertilidade. Por exemplo, a redução de 30% no tamanho da vagina durante o orgasmo poderia ajudar aumentando a pressão sobre o pênis (semelhante ao efeito da contração do músculo pubococcígeo), o que promoveria o aumento da estimulação sobre o macho. Os biólogos também sugeriram que o orgasmo feminino pode ter um ação de "sucção", semelhante ao movimento peristáltico, favorecendo a retenção dos espermatozoides e aumentando as chances da concepção. Também o fato de que a mulher tende a atingir orgasmo com maior facilidade quando estão ovulando sugere que ele está vinculado ao aumento da fertilidade.
Outros biólogos supõem que o orgasmo seria apenas para motivar o sexo, o que aumentaria a taxa de reprodução.
Visto que o orgasmo de um macho tipicamente tende a chegar mais depressa do que o das fêmeas, isso poderia, potencialmente, encorajar a fêmea a ter vontade de se envolver em atividades sexuais com mais frequência, aumentando assim a probabilidade de concepção.

## Dia do Orgasmo
O Dia Mundial do Orgasmo foi informalmente criado na Inglaterra no dia 31/07 por redes de sex shops. Estas realizaram pesquisas que revelaram que 80% das mulheres inglesas não atingem o clímax em suas relações. Em termos de insatisfação sexual, os brasileiros não ficam longe. Um estudo conduzido pelo Projeto de Sexualidade da USP (ProSex) detectou que 50% das brasileiras têm problemas relacionados à falta de orgasmo. Cerca de 12 milhões de homens sofreriam de alguma disfunção sexual.